# Självägande
Självägande är en historisk term som betecknar en lantbrukare eller bonde som själv ägde sin jord, i Sverige skattebonde, och som därför inte var arrendator eller ingick i ett godssystem som landbo.